# مونتيفالكو
مونتيفالكو (بالإيطالية: Montefalco)‏ هي بلدية في مقاطعة بيرودجا في إقليم أومبريا في إيطاليا.

## السكان
في سنة 1861 بلغ عدد السكان 5٬028 نسمة، وتطور العدد ليصل في سنة 2011 لـ 5٬691 نسمة.
يظهر هذا المخطط البياني تطور النمو السكاني لـ مونتيفالكو